# Хаммер, Барбара
Барбара Джин Хаммер (англ. Barbara Jean Hammer; 15 мая 1939, Голливуд, Калифорния — 16 марта 2019, Манхэттен, Нью-Йорк) — американский режиссёр документального кино и ЛГБТ-активистка, наиболее известная экспериментальными фильмами, исследующими лесбийскую сексуальность и историю репрезентации ЛГБТ-отношений в кино.

## Биография
Барбара Джин Хаммер родилась 15 мая 1939 года в Лос-Анджелесе в семье владельца автозаправки Джона Хаммера и секретарши Мариан Хаммер (урождённой Кус), детство и юность она провела в Инглвуде (Калифорния). После окончания Калифорнийского университета в Лос-Анджелесе со степенью бакалавра по литературе Хаммер вышла замуж за Клейтона Уорда. Затем она окончила магистерскую программу по английской литературе в Колледже штата Калифорния в Сан-Франциско.
Хаммер экспериментировала с рисованием, а в автобиографии подробно описала момент, когда в конце 1960-х годов поняла, что должна снимать кино: войдя в живописный заброшенный дом с кинокамерой, она расположила перед объективом бифокальную линзу своих очков и увидела, как изображение двигается и двоится. Проверяя этот эффект на убранстве дома, собственной тени на тротуаре и сидящем неподалёку в кресле мужчине, Хаммер почувствовала, что эти ощущения совпадают с её представлениями об ощущениях «женщины, живущей в мире мужчин». В 1968 году Хаммер сняла свой первый короткометражный фильм «Schizy», который был показан на местном фестивале для фильмов на плёнке «8 Супер» и получил почётное упоминание. В своём втором фильме «Barbara Ward Will Never Die» (1969) она отразила расставание с мужем, фамилию которого носила в браке: героиня, от лица которой ведётся съёмка, опрокидывает надгробия на католическом кладбище и пишет «Барбара Уорд» на одном из крестов. Вскоре она оформила развод и вернула девичью фамилию. После развода Хаммер преподавала английский в колледже в Санта-Розе, посещала феминистскую группу и однажды осознала себя как лесбиянку.
Хаммер получила вторую магистерскую степень — по истории кино — в Университете штата Калифорния в Сан-Франциско в 1973 году. В университете она впервые увидела экспериментальный короткометражный фильм Майи Дерен «Полуденные сети», произведший на неё колоссальное впечатление тем, как отдельные эпизоды поэтически соединялись не логикой действия, а общей эмоцией или идеей и тем, как в нём была показана «женщина, отбрасывающая пелену, туман, ограничения прочь со своих глаз и своего бытия». Хаммер прямо цитировала «Полуденные сети» в короткометражном фильме «Я была/Я стала» («I Was/I Am», 1973), в котором изображено превращение героини-«принцессы» (её играет сама Хаммер) в байкершу-дайк.
Работы Хаммер 1970-х посвящены преимущественно женскому телу и лесбийской сексуальности. Знаковой работой считается четырёхминутный фильм «Дайктактикс» («Dyketactics», 1974). В первой части группа обнажённых женщин танцует в буколическом пейзаже, вторая представляет собой эротическую сцену с Хаммер и её девушкой, возможно, первую в своём роде, снятую открытой лесбиянкой. В других фильмах этого периода Хаммер тоже снимала своих партнёров — видеохудожницу Макс Элми в «Супердайк встречает Мадам X» («Superdyke Meets Madame X», 1975), фотографа Ти Корин в «Женщинах, которых я люблю» («Women I Love», 1976), танцовщицу Терри Сендграфф в «Удвоенной силе» («Double Strength», 1978). Хаммер работала обособленно от преимущественно мужского сообщества авангардных кинематографистов и показывала свои фильмы в феминистских книжных магазтинах, кафе, кружках и воркшопах, часто сама добывая кинопроекционное оборудование. Чтобы получить возможность демонстрировать фильмы более широкой аудитории, она учредила дистрибьюторскую компанию Goddess Film.
В период «сексуальных войн» в феминистском движении конца 70-х — начала 80-х радикальные феминистки критиковали ранние фильмы Хаммер за объективацию женского тела. В фильме 1982 года «Публика» («Audience») Хаммер документировала реакцию зрителей на свои фильмы и дискуссии на кинопоказах. В 1983 году режиссёр переехала из Сан-Франциско в Нью-Йорк. Её фильмы 1980-х посвящены самым разным темам: смерти бабушки («Зрительный нерв» («Optic Nerve»), 1985), отчуждённости людей в городском транспорте («Хочешь познакомиться с соседом? Запись из Нью-Йоркского метро» («Would You Like to Meet Your Neighbor? A New York City Subway Tape»), 1985), киберсексуальности («No No Nooky T.V.», 1987; фильм создан при помощи раннего персонального компьютера Amiga 1000). «Зрительный нерв» попал в программу выставки Биеннале Уитни, что ознаменовало признание Хаммер важнейшими институциями современного искусства США.
С середины 1980- Хаммер под влиянием её партнёрши правозащитницы Флорри Бёрк (они оставались вместе до смерти Хаммер) стала снимать фильмы о ВИЧ-инфекции и истории ЛГБТ-движения. В 1992 году Хаммер благодаря гранту Национального фонда искусств сняла свой первый полнометражный фильм «Нитратные поцелуи» — эссе о маргинализации и «невидимости» ЛГБТ-отношений в течение XX века на примерах писательницы Уиллы Кэсер (Хаммер была убеждена, что Кэсер была лесбиянкой, и рассматривала уничтожение писательницей части своего архива как подтверждение этому, но споры исследователей о сексуальности Кэсер продолжаются), немого фильма 1933 года «Лот в Содоме», отношения к гомосексуальности в среде афроамериканцев и воспоминаний узниц нацистских концлагерей. «Нитратные поцелуи» были показаны в том числе на крупнейших фестивалях американского независимого кино — кинофестивале в Торонто и «Сандэнс». Наследию режиссёра «Лота в Содоме» Джеймса Сибли Уотсона" посвящены два короткометражных фильма Хаммер «Sanctus» (1990) и «Рентгеновские лучи доктора Уотсона» («Dr. Watson’s X-Rays», 1991), а проблематика невидимости ЛГБТ была развита ещё в двух полнометражных фильмах, вместе с «Нитратными поцелуями» рассматриваемыми как трилогия: «Нежных вымыслах» («Tender Fictions», 1995) и «Уроках истории» («History Lessons», 2000). В интервью Хаммер объясняла обращение к полнометражному формату в том числе и проблемами восприятия короткого метра: для короткометражного фильма было сложнее найти финансирование, а фестивали, даже начинавшиеся как активистская самодеятельность, получая доступ к спонсорскому финансированию, тоже начинали ориентироваться на показ полного метра. В 2001 году Хаммер на грант фонда «Открытое общество» выпустила фильм «Моя бабушка: в поиске украинской идентичности» о своей поездке на Украину — родину бабушки по материнской линии.
Фильм 2008 года «Лошадь это не метафора» («Horse Is Not a Metaphor»), документировавший терапию рака яичников, которую проходила Хаммер, получил премию «Тедди» 59-го Берлинского кинофестиваля. В 2010-х Хаммер получила полноценное институциональное признание как режиссёр экспериментального кино и ЛГБТ-активистка. Её ретроспективы прошли в нью-йоркском Музее современного искусства (2010) и Тейт Модерн (2012), в 2010 году вышла её автобиография «HAMMER! Making Movies Out of Sex and Life».
Хаммер умерла от рака яичников 16 марта 2019 года.

## Режиссёрская фильмография
- Schizy (1968)
- Barbara Ward Will Never Die (1969)
- Traveling: Marie and Me (1970)
- The Song of the Clinking Cup (1972)
- I Was/I Am (1973)
- Sisters! (1974)
- A Gay Day (1973)
- Dyketactics (1974)
- X (1974)
- Women’s Rites, or Truth is the Daughter of Time (1974)
- Menses (1974)
- Jane Brakhage (1975)
- Superdyke (1975)
- Psychosynthesis (1975)
- Superdyke Meets Madame X (1975)
- Moon Goddess (1975) — with G. Churchman
- Eggs (1972)
- Multiple Orgasm (1976)
- Women I Love (1976)
- Stress Scars and Pleasure Wrinkles (1976)
- The Great Goddess (1977)
- Double Strength (1978)
- Home (1978)
- Haircut (1978)
- Available Space (1978)
- Sappho (1978)
- Dream Age (1979)
- Lesbian Humor: Collection of short films (1980—1987)
- Pictures for Barbara (1980)
- Machu Picchu (1980)
- Natura Erotica (1980)
- See What You Hear What You See (1980)
- Our Trip (1981)
- Arequipa (1981)
- Pools (1981) — with B. Klutinis
- Synch-Touch (1981)
- The Lesbos Film (1981)
- Pond and Waterfall (1982)
- Audience (1983)
- Stone Circles (1983)
- New York Loft (1983)
- Bamboo Xerox (1984)
- Pearl Diver (1984)
- Bent Time (1984)
- Doll House (1984)
- Parisian Blinds (1984)
- Tourist (1984-85)
- Optic Nerve (1985)
- Hot Flash (1985)
- Would You Like to Meet Your Neighbor? A New York Subway Tape (1985)
- Bedtime Stories (1986)
- The History of the World According to a Lesbian (1986)
- Snow Job: The Media Hysteria of AIDS (1986)
- No No Nooky T.V. (1987)
- Place Mattes (1987)
- Endangered (1988)
- Two Bad Daughters (1988)
- Still Point (1989)
- T.V. Tart (1989)
- Sanctus (1990)
- Vital Signs (1991)
- Dr. Watson’s X-Rays (1991)
- Nitrate Kisses (1992)
- Out in South Africa (1994)
- Tender Fictions (1996)
- The Female Closet (1997)
- Devotion: A Film About Ogawa Productions (2000)
- History Lessons (2000)
- My Babushka: Searching Ukrainian Identities (2001)
- Resisting Paradise (2003)
- Love/Other (2005)
- Fucking Different New York (2007) (эпизод «Villa Serbolloni»)
- A Horse is not a Metaphor (2009)
- Generations (2010)
- Maya Deren’s Sink (2011)
- Welcome to this House (2015)